# Lesão enorme
Lesão enorme é um defeito do negócio jurídico que autoriza a sua anulação. De maneira geral, pode ser entendido como a desproporção manifesta entre as prestações nos negócios comutativos, mas o conceito variou ao longo da história do direito.

## Origem
O texto que deu origem ao instituto, a lex secunda de Diocleciano (C.4.44.2), fala em laesio ultra dimidium, ou "lesão além da metade" em português. Trata-se de um rescrito em que se possibilitava a rescisão do negócio ao consulente, vendedor de um imóvel pelo qual recebera menos do que metade do preço justo. O comprador podia optar entre completar o preço ou desfazer o ato.
Laesio enormis foi um termo cunhado pelos glosadores, no século XIII, e não consta expressamente das fontes romanas; o estudo sistemático do Corpus Iuris Civilis demonstra que a palavra lesão foi diversas vezes associada a qualificativos de tamanho, o que deve ter ensejado o termo medieval.

## Direito Brasileiro
O Código Civil de 1916 expurgou a lesão do direito positivo brasileiro, até então presente nas Ordenações Filipinas. O Código Civil de 2002 resgatou o instituto na legislação civil propriamente, em que pese ter havido figuras parecidas no âmbito criminal e consumerista durante o século XX.
De acordo com o artigo 157 do Código Civil brasileiro vigente, a lesão enorme é defeito do negócio jurídico constituído de elementos subjetivos e objetivos. O elemento subjetivo é a inferioridade do lesado (sua inexperiência ou premente necessidade) e o objetivo, a desproporção manifesta entre as diferentes prestações do negócio.